# Glinik Nowy
Glinik Nowy (niem. Neuhain,  do lat 50 Nowy Gaj ) –jedna z mniejszych dzielnic Wałbrzycha, znajdująca się na południowej części miasta. Graniczy z dzielnicą Glinik Stary, Gaj i gminami Mieroszów i Boguszów-Gorce.dzielnica Wałbrzycha.

## Historia
Jan Henryk II von Hochberg pan na Zamku Książ w roku 1679 zakłada Neuhain jako samodzielną gminę. Była to wówczas niewielka osada zamieszkiwana przez tkaczy i drobnych rzemieślników, wchodząca w skład majątku Hochbergów. Stare kroniki podają, że powstała wraz z Glinikiem Starym, prawdopodobnie po wojnie trzydziestoletniej, jednak nazwa sugeruje jej odrębność.
W roku 1825 wieś liczyła 33 domy, była tu szkoła ewangelicka z nauczycielem, do której uczęszczały też dzieci z Glinika Starego. W źródłach wymieniano młyn wodny, dwie gorzelnie, dwie krochmalnie a także 25 warsztatów płócienniczych. Katoliccy mieszkańcy należeli do parafii w Rybnicy Leśnej, a ewangelicy w Unisławiu Śląskim.
Pod koniec XIX w. następstwie rozwoju ruchu turystycznego, rozbudowa wsi nabrała większego tempa. Powstał hotel z restauracją „Kaiser Friedrich Baude”, nieopodal którego przygotowano tor saneczkowy i narciarski. Na górze Barbarka, pomiędzy Glinikiem Nowym i Starym, zbudowano schronisko z restauracją o nazwie „Kolbe Baude”. W sumie w samym Gliniku Nowym były 2 gospody, 4 sklepy oraz hotel, który często gościł kuracjuszy udających się do Sokołowska. 
Samodzielność swoją Glinik traci w 1973 roku. W 1931 była pierwszą miejską miejscowością połączoną komunikacją z Wałbrzychem. Przed II wojną światową miejscowość turystyczna, 2 schroniska, 2 karczmy, hala i boisko sportowe, ogródek jordanowski. 
Po wojnie na Gliniku Nowym znajdowała się szkoła podstawowa, przedszkole, filia biblioteki oraz hufiec ZHP. Po upadku przemysłu w Wałbrzychu dzielnica zaczęła ulegać degradacji pod kątem społecznym jak i infrastruktury miejskiej.
Według danych z Urzędu Miejskiego w Wałbrzychu na 16 kwietnia 2014 roku dzielnice Podgórze, Stary Glinik i Nowy Glinik zamieszkuje 8892 osób.

## Biblioteki
- Filia nr 13 PiMBP Biblioteki pod Atlantami, ul. Glinicka 3.

## Ulice
- Mieroszowska
- Podgórska
- Glinicka

## Transport
Dojeżdża tam autobus komunikacji miejskiej linii 15